# Sabirabad (district)
Sabirabad is een district in Azerbeidzjan.
Sabirabad telt 158.900 inwoners (01-01-2012) op een oppervlakte van 1469 km²; de bevolkingsdichtheid is dus 108 inwoners per km².